# ふしぎのトビラ
『ふるさとサイエンス・ふしぎのトビラ』は、2006年4月8日から2011年3月まで東北放送（TBCテレビ）を制作局として、東北地方の一部ローカル局ほかで放送されていた地域密着型の子供向け科学情報番組・教養バラエティ番組であった。『ふしトビ』とも略された。
東北電力の一社提供であり、同社の営業地域である東北6県および新潟県の7県ブロックネットで月1回放送されている。2008年6月放送分よりハイビジョン放送を開始。しかし、東日本大震災により2011年3月以降、本番組の放送は事実上打ち切られた。

## 出演者
総合司会（番組終了時）
- 深沢邦之（Take2）
- はしのえみ

アシスタント
- 2006年4月 - 2007年9月：生駒夕紀子（当時：東北放送アナウンサー）
- 2007年10月 - 2011年2月：安東理紗（東北放送アナウンサー）

実験担当
- ミッキー先生（佐藤幹夫、学研所属）

リポーター
- 荻原明香（AI仙台および仙台SOS所属）
- ワッキー貝山
- 各放送局リポーター
  - 青森県：池田麻美（ATVアナウンサー）
  - 岩手県：神山浩樹（IBCアナウンサー）
  - 宮城県：渡邊裕子（MOC所属）
  - 秋田県：吉村優（当時：ABSアナウンサー）
  - 山形県：渡部有（TUYアナウンサー）
  - 福島県：上條麻里奈（TUFアナウンサー）
  - 新潟県：伊勢みずほ（元BSNアナウンサー）

子供たち
- スタジオ内に7人程度の子供たち（小学生か中学生）が毎回出演していた。子供たちは、仙台SOSモデルエージェンシーに所属しているキッズタレント。多くはSPLASHおよびSPLASH Jr.のメンバーであった。

## 番組概要
東北・新潟地方には、各地に伝わる言い伝えや物語から不思議と思うことや、ミステリアスな現象が数多く存在する。
それで本番組では、『仙台の牛タン』から『青森のりんご』、更には『新潟の米』までの身近な不思議について、子供達の声を交えながら検証していく。
東北電力提供の番組は今までTBCテレビ以外の在仙民放テレビ局で制作されていたが、同局テレビでの制作は初であった。
ちなみに本番組枠は、これまで放送されてきた同社提供同局制作のラジオ番組『近石真介の「味のある話」』『お元気ですか』（パーソナリティー・草柳文恵）『暮らしの防災コラム』（パーソナリティー・福井弘文元アナ）といった各番組枠が消滅し（『暮らし─』終了から9ヶ月間のブランクを挟んだあと）、替わりに東北電力提供番組の枠をTBCラジオ（JRN系列）からTBCテレビ（JNN系列）へ持ってきて編成した（そのうちTBC・ABS・IBC・BSNの4局は引き続き放送している）。2006年3月25日には、60分の開始直前スペシャルが、パイロット版（単発）にて放映された。テーマは『渡り鳥』と『雪さらし』。

## 各局の放送時間
| 放送エリア | 放送局                | 系列           | 放送曜日      | 放送時間（JST） |
| ---------- | --------------------- | -------------- | ------------- | --------------- |
| 青森県     | 青森テレビ（ATV）     | TBS系列        | 毎月第2土曜日 | 10:30 - 11:00   |
| 岩手県     | IBC岩手放送（IBC）    | TBS系列        | 毎月第2土曜日 | 17:00 - 17:30   |
| 宮城県     | 東北放送（TBC）制作局 | TBS系列        | 毎月第2土曜日 | 17:00 - 17:30   |
| 秋田県     | 秋田放送（ABS）       | 日本テレビ系列 | 毎月第2土曜日 | 10:30 - 11:00   |
| 山形県     | テレビユー山形（TUY） | TBS系列        | 毎月第2土曜日 | 16:24 - 16:54   |
| 福島県     | テレビユー福島（TUF） | TBS系列        | 毎月第2土曜日 | 17:00 - 17:30   |
| 新潟県     | 新潟放送（BSN）       | TBS系列        | 毎月第2土曜日 | 10:30 - 11:00   |

補足
- ATV・ABS・TUY・BSNの4局ではTBCからの裏送りで先行放送されていた[1]。
- 2008年6月14日放送は同日午前に発生した岩手・宮城内陸地震の報道特別番組を放送したため一部地域を除いて放送延期になった。
- 2011年3月12日放送は前日午後に発生した東日本大震災の報道特別番組を放送したため放送休止となった。更にこの震災でスポンサーの東北電力もかなりの被害を受けた事による提供自粛で以降の放送も休止となり、そのまま打ち切りとなった。また同年5月14日から2012年3月7日に毎月第3土曜日（最終回は水曜日）に本番組の代替で『TBCルポルタージュ』が放送されていた。